# Caurel (Côtes-d'Armor)
Caurel é uma comuna francesa na região administrativa da Bretanha, no departamento Côtes-d'Armor. Estende-se por uma área de 11,64 km². Em 2010 a comuna tinha 369 habitantes (densidade: 31,7 hab./km²).